# Station Tielen
Station Tielen is een spoorwegstation langs spoorlijn 29 (Turnhout - Herentals) in Tielen, een deelgemeente van Kasterlee in België.

## Gebouw
Het huidige stationsgebouw van Tielen is er een van het type 1881. De spoorlijn werd geopend in 1855 en was destijds eigendom van Société anonyme du chemin de fer de Lierre à Turnhout (geëxploiteerd door de Société Anonyme des chemins de fer d'Anvers à Rotterdam). Toen deze maatschappij werd overgenomen door de Belgische staatsspoorwegen, werd besloten het huidige station te bouwen. Het oude station werd een magazijn en na enkele jaren werd het afgebroken. Het huidige stationsgebouw was tot in 1959 in gebruik voor reizigers. Hierna heeft het jarenlang leeggestaan. Het werd bouwvallig en werd midden jaren tachtig verkocht aan de familie De Seranno-Spoormans, die het gebouw restaureerde en er haar intrek in nam. Sinds 2007 huist er ook een broodjeszaak in het gebouw. De oude losplaats aan het station is nu een gratis parkeerterrein.

## Treindienst
De spoorlijn loopt dwars door de dorpskom van Tielen. Het station ligt dan ook in de schaduw van de kerktoren.
In 1875 reden er slechts drie treinen per dag door het dorp, maar het zouden er steeds meer worden, zowel voor goederen als voor reizigers.
In 1906 en in 1911 veroorzaakten steenkoolvonken van een locomotief hevige brand op de Tielenheide.
Tielen had vroeger een extra stopplaats voor militaire doeleinden.
In 1959 werd het reizigersverkeer opgeheven voor een periode van elf jaar. Vanaf 1970 verdwenen stilaan de goederentreinen en het militair treinverkeer van het Derde bataljon para, maar in september van dat jaar kwam het reizigersverkeer weer op gang.
| Serie    | Treinsoort            | Route | Bijzonderheden                                    |
| -------- | --------------------- | --- | ------------------------------------------------- |
| IC 11    | Intercity (NMBS)      | Binche – La Louvière-Centrum – Brussel-Zuid – Schaarbeek [ – Mechelen – Tielen – Turnhout ]               | Rijdt in het weekend tussen Binche en Schaarbeek. |
| IC 30    | Intercity (NMBS)      | Turnhout – Tielen – Antwerpen-Centraal                                                                    | Stopt op werkdagen niet tussen Herentals en Lier. |
| ICT 6710 | Toeristentrein (NMBS) | [ Neerpelt – ] / [ Turnhout – Tielen – ] Herentals – Mechelen – Gent-Sint-Pieters – Brugge – Blankenberge | Rijdt in juli en augustus.                        |

## Galerij

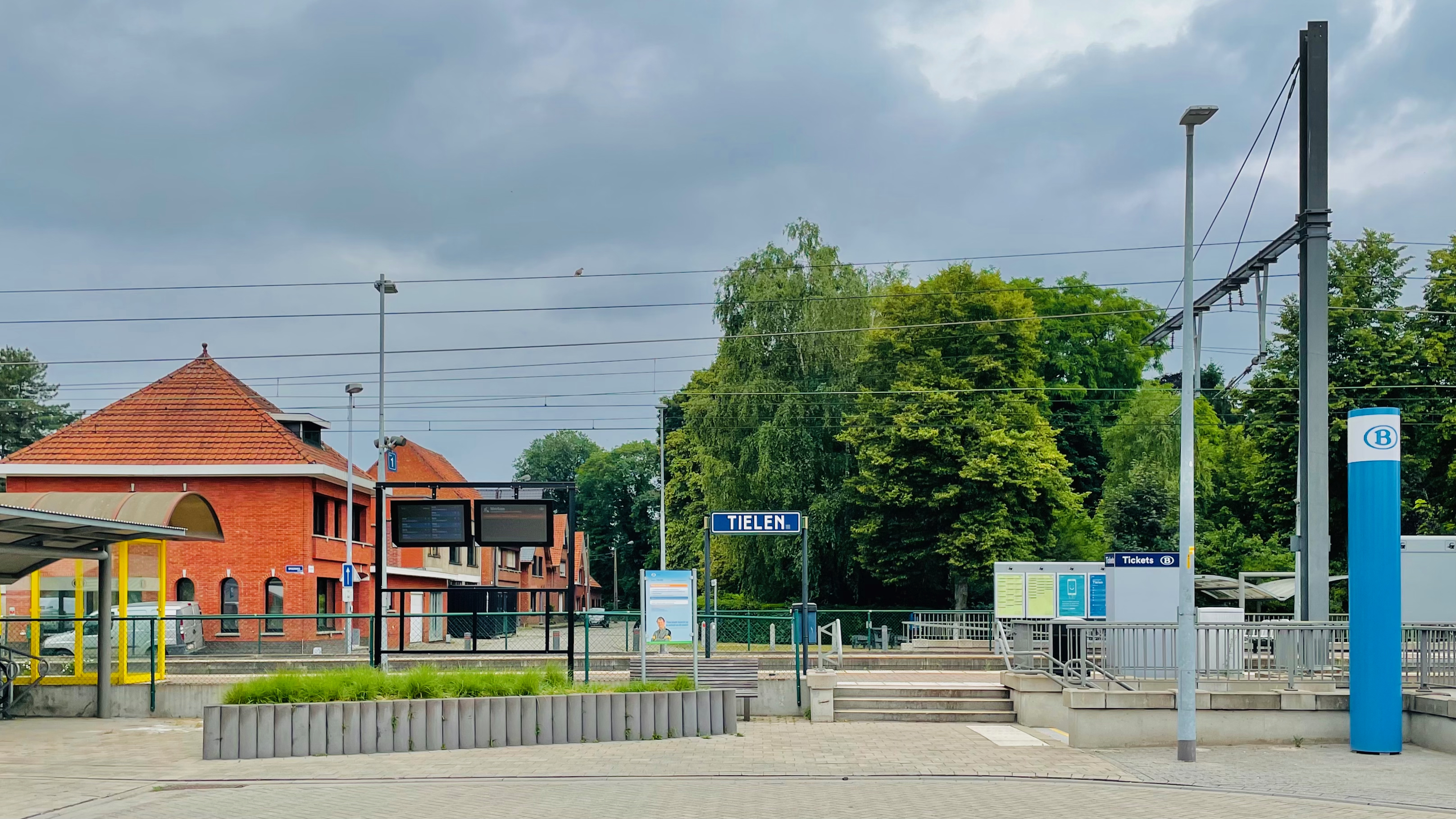
Toegang tot het perron
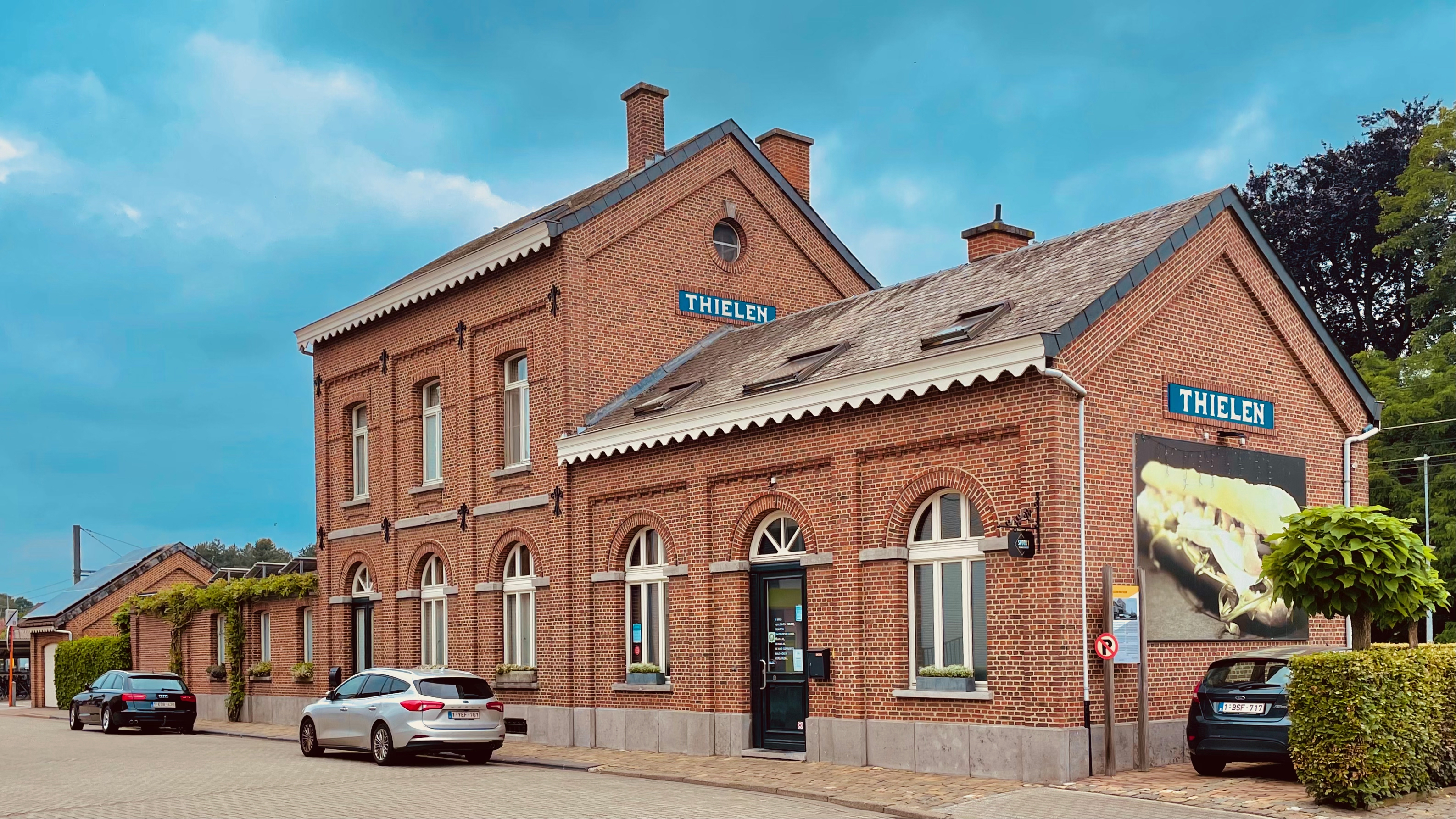
Het voormalige stationsgebouw
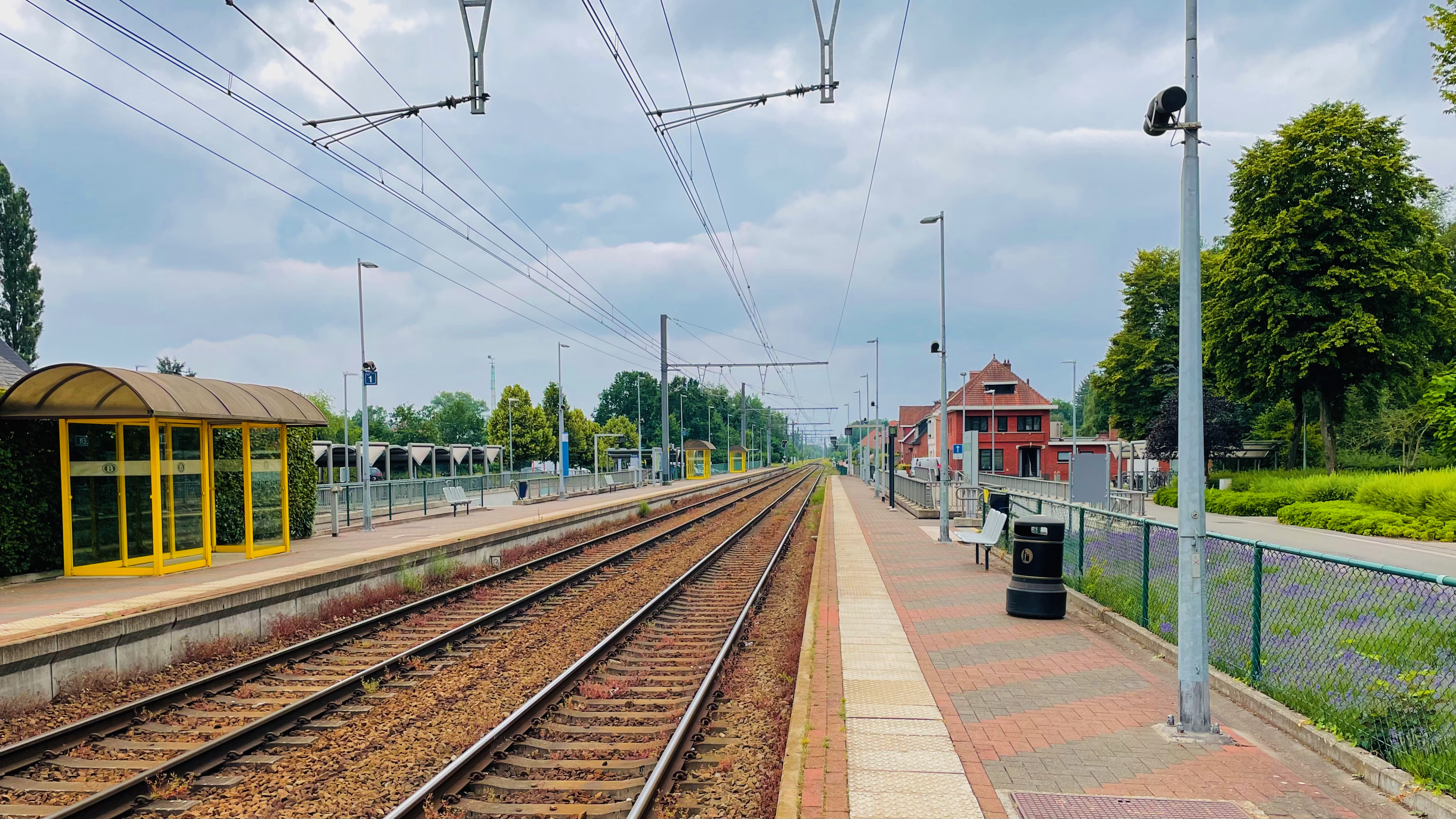
Zicht op de perrons
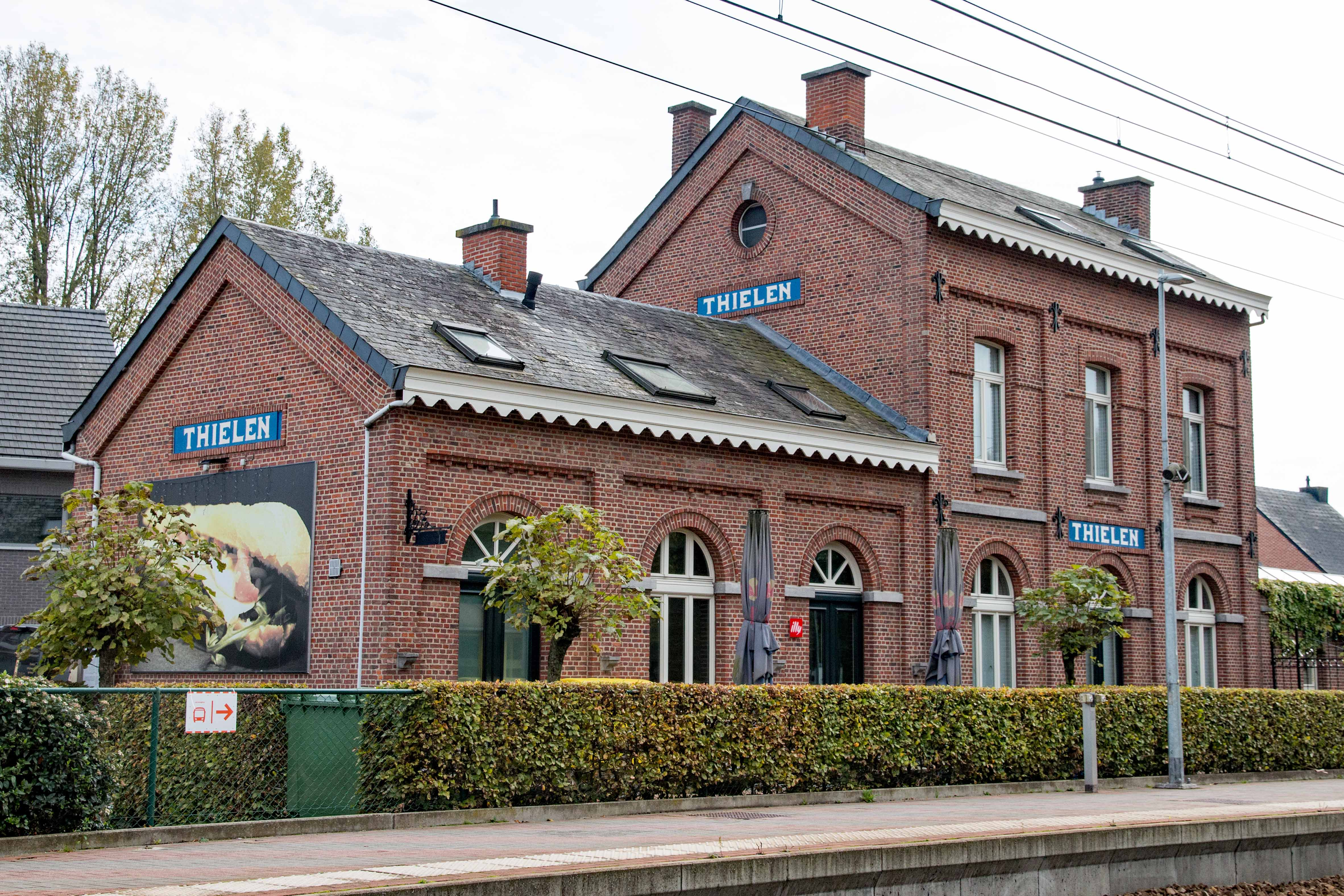
Het stationsgebouw

## Reizigerstellingen
De grafiek en tabel geven het gemiddeld aantal instappende reizigers weer op een week-, zater- en zondag.
| Tabel: aantal instappende reizigers station Tielen | Tabel: aantal instappende reizigers station Tielen | Tabel: aantal instappende reizigers station Tielen | Tabel: aantal instappende reizigers station Tielen |
|                                                    | Weekdag                                            | Zaterdag                                           | Zondag                                             |
| -------------------------------------------------- | -------------------------------------------------- | -------------------------------------------------- | -------------------------------------------------- |
| 1977                                               | 166                                                | 37                                                 | -                                                  |
| 1978                                               | 224                                                | 34                                                 | 47                                                 |
| 1979                                               | 208                                                | 66                                                 | 32                                                 |
| 1980                                               | 232                                                | 57                                                 | 74                                                 |
| 1981                                               | 203                                                | 95                                                 | 36                                                 |
| 1982                                               | 242                                                | 16                                                 | 12                                                 |
| 1983                                               | 150                                                | 8                                                  | 15                                                 |
| 1984                                               | 251                                                | 59                                                 | 39                                                 |
| 1985                                               | 220                                                | 78                                                 | 96                                                 |
| 1986                                               | 233                                                | 79                                                 | 71                                                 |
| 1987                                               | 263                                                | 111                                                | 78                                                 |
| 1988                                               | 187                                                | 85                                                 | 127                                                |
| 1989                                               | 241                                                | 108                                                | 78                                                 |
| 1990                                               | 261                                                | 123                                                | 90                                                 |
| 1991                                               | 294                                                | 119                                                | 100                                                |
| 1992                                               | 264                                                | 122                                                | 107                                                |
| 1993                                               | 343                                                | 131                                                | 188                                                |
| 1994                                               | 322                                                | 129                                                | 162                                                |
| 1995                                               | 281                                                | 140                                                | 156                                                |
| 1996                                               | 292                                                | 139                                                | -                                                  |
| 1997                                               | 340                                                | 136                                                | -                                                  |
| 1998                                               | 328                                                | 127                                                | 158                                                |
| 1999                                               | 321                                                | 120                                                | 120                                                |
| 2000                                               | 430                                                | 137                                                | 140                                                |
| 2001                                               | 481                                                | 158                                                | 194                                                |
| 2002                                               | 375                                                | 125                                                | 164                                                |
| 2003                                               | 435                                                | 135                                                | 158                                                |
| 2004                                               | 460                                                | 130                                                | 184                                                |
| 2005                                               | 442                                                | 164                                                | 206                                                |
| 2006                                               | 458                                                | 120                                                | 202                                                |
| 2007                                               | 469                                                | 107                                                | 142                                                |
| 2008                                               | -                                                  | -                                                  | -                                                  |
| 2009                                               | 554                                                | 116                                                | 143                                                |
| 2010                                               | -                                                  | -                                                  | -                                                  |
| 2011                                               | -                                                  | -                                                  | -                                                  |
| 2012                                               | 668                                                | 219                                                | 172                                                |
| 2013                                               | 691                                                | 169                                                | 279                                                |
| 2014                                               | 672                                                | 194                                                | 184                                                |
| 2015                                               | 713                                                | 164                                                | 172                                                |
| 2016                                               | 774                                                | 166                                                | 190                                                |
| 2017                                               | 739                                                | 176                                                | 252                                                |
| 2018                                               | 698                                                | 182                                                | 261                                                |
| 2019                                               | 675                                                | 327                                                | 441                                                |
| 2020                                               | 418                                                | 158                                                | 238                                                |
| 2021                                               | -                                                  | -                                                  | -                                                  |
| 2022                                               | 545                                                | 249                                                | 369                                                |
| 2023                                               | 498                                                | 36                                                 | 51                                                 |
| 2024                                               | 655                                                | 255                                                | 263                                                |

## Stationsoverste
Monsieur Barvaux, een Waals stationsoverste (1871) werd jarenlang bespot omdat hij zou slapen met zijn huisgeit.

## Uitbreiding
Het station van Tielen kreeg in 2007 opnieuw een tweede perron. Het oude perron werd verlengd zodat de treinen niet meer buiten het perron reiken. Door deze aanpassingen kunnen treinen van en naar Turnhout elkaar passeren op het station. Hierdoor werd het mogelijk meer treinen vanuit Turnhout te laten rijden.
De kleine overweg van De Willaert is afgesloten. In plaats hiervan is een voetgangerstunneltje gekomen.
Om de band van de Tielenaren met het spoor aan te tonen werd in 2008 een beeldje bij het station geplaatst met de titel "Tielen, Tielen, Tielen, het treintje loopt op wielen".
3,7: Ramsel ·
6,7: Westmeerbeek ·
7,8: Hulshout ·
9,9: Heultje ·
14,1: Noorderwijk-Morkhoven ·
15,8: Schravenhage ·
22,0: Herentals ·
27,9: Lichtaart ·
31,3: Tielen ·
39,4: Turnhout ·
48,3: Weelde-Merksplas ·
49,0: Baarle-Nassau Grens ·
53,7: Baarle-Nassau ·
58,3: Alphen ·
65,4: Riel ·
71,9: Tilburg Universiteit ·
75,2: Tilburg